# Subasrivier
Subasrivier (Zweeds: Subasjohka) is een rivier die stroomt in de Zweedse  gemeente Kiruna. De rivier ontvangt haar water op de oostelijke helling van de Oost Čeamiberg, niet ver vanaf de plek waar ook de Oost Čeamirivier ontstaat. Ze stroomt naar het noordoosten weg en geeft haar water na 5 kilometer af aan de Rautasrivier.
Afwatering: Subasrivier → Rautasrivier → Torne → Botnische Golf